# Hurst (Illinois)
Hurst város az USA Illinois államában, Williamson megyében. Lakosainak száma 764 fő (2020. április 1.).

## Története
A települést 1903-ban alapították a St. Louis, Iron Mountain és Southern Railway megállójaként. Thomas Philip Russell, aki a föld egy részét adományozta az új városnak, kezdetben a családjáról szerette volna elnevezni, de a „Russell” név már Illinois más részein is használatban volt. Ezután beleegyezett, hogy barátjáról, William Charles Hurstről, egy vasúti tisztviselőről nevezzék el, aki a környékbeli látogatásai során a házában szállt meg.

## Népesség
A település népességének változása:

| 2010 | 795 |
| 2020 | 764 |